# Nati nel 2003/Febbraio
| Questa pagina contiene informazioni ricavate automaticamente dalle voci biografiche con l'ausilio del template Bio e di un bot. L'aggiornamento è periodico e automatico e ricostruisce completamente la pagina. Se manca una persona in questa lista, sei pregato di non aggiungerla, ma accertati piuttosto che la sua voce biografica contenga il template Bio e che i dati anagrafici siano correttamente compilati. Se il template Bio manca, inseriscilo tu stesso o, in alternativa, metti l'avviso {{tmp\|Bio}} che ne segnala la mancanza. Se i dati riportati sono sbagliati, correggi direttamente la voce biografica; le modifiche saranno visibili in questa lista entro pochi giorni. Per chiarimenti vedi il progetto biografie. La lista contiene solo le 180 persone che sono citate nell'enciclopedia e per le quali è stato implementato correttamente il template Bio. Pagina aggiornata al 18 ago 2025. |

- 1º febbraio - Ștefan Bodișteanu, calciatore moldavo
- 1º febbraio - Baraket Hmidi, calciatore tunisino
- 1º febbraio - Alba Petisco, ginnasta spagnola
- 2 febbraio - Fabio Abiuso, calciatore italiano
- 2 febbraio - Julius Dirksen, calciatore olandese
- 2 febbraio - Dusty Henricksen, snowboarder statunitense
- 2 febbraio - Keisya Levronka, cantante e attrice indonesiana
- 2 febbraio - Emilio Martínez González, calciatore messicano
- 2 febbraio - Andreas Ntoi, calciatore greco
- 2 febbraio - Dallas Turner, giocatore di football americano statunitense
- 3 febbraio - Fabricio Díaz, calciatore uruguaiano
- 3 febbraio - Emanuel Emegha, calciatore olandese
- 3 febbraio - Camila Rodrigues Rebelo, nuotatrice portoghese
- 4 febbraio - Cristóbal Castillo, calciatore cileno
- 4 febbraio - Rasmus Højlund, calciatore danese
- 4 febbraio - Adel Mahamoud, calciatore comoriano
- 4 febbraio - Edvin Ryding, attore svedese
- 4 febbraio - Art Smakaj, calciatore kosovaro
- 4 febbraio - Justin Smith, calciatore canadese
- 5 febbraio - Ricard Artero, calciatore spagnolo
- 5 febbraio - Alexis Cantero, calciatore paraguaiano
- 5 febbraio - Tomislav Duvnjak, calciatore croato
- 5 febbraio - Tibor Mirtič, cestista sloveno
- 6 febbraio - Ramiro Degregorio, calciatore argentino
- 6 febbraio - Nicolás Fernández, calciatore uruguaiano
- 6 febbraio - Markel Fernández, velocista spagnolo
- 6 febbraio - Troy Franklin, giocatore di football americano statunitense
- 7 febbraio - Ulises Ciccioli, calciatore argentino
- 7 febbraio - Alice D'Amato, ginnasta italiana
- 7 febbraio - Asia D'Amato, ginnasta italiana
- 7 febbraio - Andrés García Robledo, calciatore spagnolo
- 7 febbraio - Hugo González Sotos, calciatore spagnolo
- 7 febbraio - Lee Hyun-ju, calciatore sudcoreano
- 7 febbraio - Obed Nkambadio, calciatore francese
- 7 febbraio - Noah Porter MacLennan, sciatore freestyle canadese
- 8 febbraio - Mika Biereth, calciatore danese
- 8 febbraio - Liam Delap, calciatore inglese
- 8 febbraio - Souleymane Faye, calciatore senegalese
- 8 febbraio - Joaquín Fernández, calciatore uruguaiano
- 8 febbraio - Emin Hasić, calciatore svedese
- 8 febbraio - Djawal Kaiba, calciatore camerunese
- 8 febbraio - JC Latham, giocatore di football americano statunitense
- 8 febbraio - Nikolas Muci, calciatore svizzero
- 8 febbraio - Tomás Ariel Silva, calciatore argentino
- 8 febbraio - Filippo Terracciano, calciatore italiano
- 8 febbraio - Kaihim Thomas, calciatore trinidadiano
- 9 febbraio - Cooper DeJean, giocatore di football americano statunitense
- 10 febbraio - Mauricio Cuevas, calciatore statunitense
- 10 febbraio - Johan Bångsbo, calciatore svedese
- 10 febbraio - Filip Beckman, calciatore svedese
- 10 febbraio - Josh Charlton, pistard e ciclista su strada britannico
- 10 febbraio - Max Christie, cestista statunitense
- 10 febbraio - Pedro Santos, calciatore portoghese
- 10 febbraio - Blanco, cantautore italiano
- 10 febbraio - Dimo Krăstev, calciatore bulgaro
- 10 febbraio - Max Rosenfelder, calciatore tedesco
- 11 febbraio - Ian Luccas, calciatore brasiliano
- 11 febbraio - Alfredo Boglio, cestista italiano
- 11 febbraio - Luka Cvetićanin, calciatore serbo
- 11 febbraio - Ronald Falkoski, calciatore brasiliano
- 11 febbraio - Matija Frigan, calciatore croato
- 11 febbraio - Lisanne Gräwe, calciatrice tedesca
- 11 febbraio - Ilyes Hamache, calciatore francese
- 11 febbraio - Juan Pablo Ludueña, calciatore argentino
- 11 febbraio - Joel Silva, calciatore portoghese
- 11 febbraio - Beatrice Sola, sciatrice alpina italiana
- 11 febbraio - Casper Winther, calciatore danese
- 12 febbraio - Isaías Andrada, calciatore argentino
- 12 febbraio - João Tomé, calciatore portoghese
- 12 febbraio - Adis Jasic, calciatore austriaco
- 12 febbraio - Santiago Milano, calciatore uruguaiano
- 12 febbraio - Alvyn Sanches, calciatore svizzero
- 13 febbraio - Veronika Aigner, sciatrice alpina austriaca
- 13 febbraio - Niko Anttola, fondista finlandese
- 13 febbraio - Raúl Asencio, calciatore spagnolo
- 13 febbraio - Clément Lhernault, calciatore francese
- 13 febbraio - Walter Núñez, calciatore argentino
- 13 febbraio - Enzo Shahrvin, cestista francese
- 13 febbraio - Milan Smit, calciatore olandese
- 13 febbraio - Tyler Wolff, calciatore statunitense
- 14 febbraio - Il'ja Borodin, nuotatore russo
- 14 febbraio - Purity Chepkirui, mezzofondista keniota
- 14 febbraio - Mary Fowler, calciatrice australiana
- 14 febbraio - Serdar Saatçı, calciatore turco
- 14 febbraio - Pedro Carvalho, calciatore portoghese
- 15 febbraio - Maya Chan, slittinista statunitense
- 15 febbraio - Tamari Davis, velocista statunitense
- 15 febbraio - Fernando Díaz del Río, nuotatore artistico spagnolo
- 15 febbraio - Bianca Gisler, snowboarder svizzera
- 15 febbraio - Iris Ferrari, scrittrice italiana
- 15 febbraio - Filip Vecheta, calciatore ceco
- 16 febbraio - Juan Alvina, calciatore brasiliano
- 16 febbraio - Martin Baturina, calciatore croato
- 16 febbraio - Bryan Fiabema, calciatore norvegese
- 16 febbraio - Daniel Gutiérrez, calciatore cileno
- 16 febbraio - Kayden Pierre, calciatore statunitense
- 16 febbraio - Cuiabano, calciatore brasiliano
- 16 febbraio - Édouard Therriault, sciatore freestyle canadese
- 17 febbraio - Mohamed Amine Essahel, calciatore marocchino
- 17 febbraio - Will Fish, calciatore inglese
- 17 febbraio - Jente Michels, ciclocrossista e ciclista su strada belga
- 17 febbraio - Step'an Mkrtčyan, calciatore armeno
- 17 febbraio - Styopa Mkrtchyan, calciatore armeno
- 17 febbraio - Armindo Sieb, calciatore tedesco
- 17 febbraio - Martin Svrček, ciclista su strada slovacco
- 17 febbraio - Zhang Chutong, pattinatrice di short track cinese
- 18 febbraio - Kamory Doumbia, calciatore maliano
- 18 febbraio - Eduardo Hernández, calciatore cubano
- 18 febbraio - Nicholas Kaloukian, calciatore armeno
- 18 febbraio - Yūki Kunii, pilota motociclistico giapponese
- 18 febbraio - Ángel Montes de Oca, calciatore dominicano
- 18 febbraio - Francesco Pernici, mezzofondista italiano
- 19 febbraio - Niko Domjanić, calciatore croato
- 19 febbraio - Óscar Díaz Sánchez, calciatore uruguaiano
- 19 febbraio - Anselmo García MacNulty, calciatore irlandese
- 19 febbraio - Astrid Gilardi, calciatrice italiana
- 19 febbraio - Luca Langoni, calciatore argentino
- 19 febbraio - Valentín Moreno, calciatore argentino
- 19 febbraio - Ariel Mosór, calciatore polacco
- 19 febbraio - Simen Sellæg, sciatore alpino norvegese
- 20 febbraio - Yannick Agnero, calciatore ivoriano
- 20 febbraio - Amane Romeo, calciatore ivoriano
- 20 febbraio - Marvin Elimbi, calciatore francese
- 20 febbraio - Clever Ferreira, calciatore paraguaiano
- 20 febbraio - William Gao, attore britannico
- 20 febbraio - Joao Grimaldo, calciatore peruviano
- 20 febbraio - David Herold, calciatore tedesco
- 20 febbraio - Caterina Logoh, cestista italiana
- 20 febbraio - Antonia Niedermaier, ciclista su strada e ex fondista tedesca
- 20 febbraio - Olivia Rodrigo, cantautrice e attrice statunitense
- 20 febbraio - Sophia Zitzmann, sciatrice alpina tedesca
- 20 febbraio - Tomás Ángel, calciatore colombiano
- 21 febbraio - Nathan De Sousa, cestista francese
- 21 febbraio - Justin Forst, calciatore austriaco
- 22 febbraio - Karamoko Dembélé, calciatore inglese
- 22 febbraio - Kevin Parra, calciatore colombiano
- 22 febbraio - Anika Thompson, mezzofondista irlandese
- 22 febbraio - Trevin Wallace, giocatore di football americano statunitense
- 22 febbraio - Juan Cruz de los Santos, calciatore uruguaiano
- 23 febbraio - Leonie Bartholomeus, sciatrice alpina tedesca
- 23 febbraio - Joseph Blackmore, ciclista su strada, ciclocrossista e mountain biker britannico
- 23 febbraio - Omer Senior, calciatore israeliano
- 23 febbraio - Ilay Madmon, calciatore israeliano
- 23 febbraio - Nikola Petković, calciatore serbo
- 23 febbraio - Edoardo Saracco, sciatore alpino italiano
- 23 febbraio - Giorgia Villa, ginnasta italiana
- 23 febbraio - Chrīstos Zafeirīs, calciatore greco
- 24 febbraio - Wikelman Carmona, calciatore venezuelano
- 24 febbraio - Daan Dierckx, calciatore belga
- 24 febbraio - Ronaldo Nájera, calciatore messicano
- 24 febbraio - Carson Schwesinger, giocatore di football americano statunitense
- 25 febbraio - Lucas Bassadone, calciatore uruguaiano
- 25 febbraio - Elías Cabrera, calciatore argentino
- 25 febbraio - Brandin Podziemski, cestista statunitense
- 25 febbraio - Albert Posiadała, calciatore polacco
- 25 febbraio - Tyleik Williams, giocatore di football americano statunitense
- 25 febbraio - Emmanuel Yeboah, calciatore ghanese
- 25 febbraio - Finn van Breemen, calciatore olandese
- 26 febbraio - Gael Bonilla, cestista messicano
- 26 febbraio - Ariel Gamarra, calciatore paraguaiano
- 26 febbraio - Mohamed Hamdy, calciatore egiziano
- 26 febbraio - Harun Ibrahim, calciatore svedese
- 26 febbraio - Jamal Musiala, calciatore tedesco
- 26 febbraio - Levi Colwill, calciatore inglese
- 26 febbraio - Luciano Silva Santos, calciatore brasiliano
- 27 febbraio - Liam Brearley, snowboarder canadese
- 27 febbraio - Eva Gherardi, ginnasta italiana
- 27 febbraio - Armandas Kučys, calciatore lituano
- 27 febbraio - Emma Spence, ginnasta canadese
- 28 febbraio - Joe Alt, giocatore di football americano statunitense
- 28 febbraio - Evertton Araújo, calciatore brasiliano
- 28 febbraio - Luk'a Gagnidze, calciatore georgiano
- 28 febbraio - Sofia Giustini, pallanuotista italiana
- 28 febbraio - David Jaunegg, calciatore austriaco
- 28 febbraio - Joelson Fernandes, calciatore guineense
- 28 febbraio - Tarik Muharemović, calciatore bosniaco
- 28 febbraio - César Olmedo, calciatore paraguaiano
- 28 febbraio - Bryant Ortega, calciatore venezuelano
- 28 febbraio - Jesper Tolinsson, calciatore svedese
- 28 febbraio - Cian Uijtdebroeks, ciclista su strada belga